# مايك ستيوارت
مايك ستيوارت (بالإنجليزية: Mike Stewart) عضو ديمقراطي في مجلس نواب تينيسي عن المقاطعة الثانية والخمسين. يشغل ستيوارت حاليا منصب رئيس تكتل تينيسي هاوس الديمقراطي وقائد بارز في مجلس النواب الديمقراطيين.
قبل انتخابه لمجلس النواب خدم ستيوارت في الجيش الأمريكي لأول مرة في كوريا حيث حصل على جائزة قائد الجيش الثامن المتميز وبعد ذلك في عملية عاصفة الصحراء.